# Kawashima Ryuta
Kawashima Ryuta (川島 隆太 Kawashima Ryūta, sinh ngày 23 tháng 5 năm 1959) là một nhà thần kinh học người Nhật Bản được biết đến khi xuất hiện trong loạt trò chơi điện tử Brain Age cho Nintendo DS, Nintendo 3DS và Nintendo Switch.

## Tiểu sử
Kawashima sinh ngày 23 tháng 5 năm 1959 tại thành phố Chiba, tỉnh Chiba, Nhật Bản. Vào những năm 1970, ông đăng ký vào Đại học Tohoku. Sau khi tốt nghiệp bằng MD tại trường y, ông di cư sang Thụy Điển để trở thành nhà nghiên cứu khách mời tại Học viện Karolinska. Ông quay trở lại Tohoku và hiện là Giáo sư danh dự. Ổng rất nổi tiếng ở Nhật Bản và là cựu thành viên của Hội đồng Quốc gia Nhật Bản, liên quan đến Ngôn ngữ và Văn hóa.

## Nghề nghiệp
Một trong những chủ đề nghiên cứu chính của ông là ánh xạ các vùng trong não tới các vùng khác như cảm xúc, ngôn ngữ, ghi nhớ và nhận thức. Kawashima được đào tạo về sinh lý học thần kinh và là một chuyên gia về hình ảnh não. Một nghiên cứu chính khác của ông liên quan đến việc áp dụng thông tin này để hỗ trợ trẻ em phát triển não bộ, duy trì sự minh mẫn cho người già và phục hồi chức năng cho bệnh nhân. Như đã đề cập trước đó, ông là chủ tọa của loạt trò chơi Brain training nổi tiếng (thường được gọi là Brain Age). Ông nhận được rất nhiều sự chú ý từ giới truyền thông khi từ chối mức lương 15 triệu euro (khoảng 21 triệu đô la) từ công ty game. Theo Kawashima, người ta chỉ nên nhận số tiền này khi chấp nhận làm việc cho chính công ty đó. Cuối cùng ông đã chấp nhận mức lương 70000 euro một năm; phần còn lại của số tiền ông sẽ sử dụng để hỗ trợ cho nghiên cứu của mình.

## Các báo cáo và phát hành
Năm 2001, Ryuta Kawashima đã thực hiện một nghiên cứu tại Đại học Tohoku ở Nhật Bản, tuyên bố rằng vùng thùy não trán không được kích thích trong khi chơi game. Tuy nhiên, các nhà khoa học đã bác bỏ nghiên cứu của ông sau khi ông tuyên bố rằng việc thiếu kích thích có thể có khả năng ngăn cản sự phát triển não bộ và ảnh hưởng tiêu cực đến khả năng kiểm soát hành vi của mọi người. Kawashima không tìm thấy bằng chứng trực tiếp nào gây ra tổn thương não vĩnh viễn.
Năm 2003, Kawashima trở thánh tác giả trò chơi Train Your Brain: 60 Days to a Better Brain, và trở thành một thành công lớn ở Nhật Bản. Khi phát hành ra trên toàn thế giới, nó đã bán được hơn 2,5 triệu bản. Một phiên bản dành cho máy chơi game cầm tay, Brain Trainer, sau đó đã được phát triển và trở thành Brain Age: Train Your Brain in Minutes a Day! cho hệ máy Nintendo DS, phát hành vào tháng 5 năm 2005. Phần tiếp theo, Brain Age 2: More Training in Minutes a Day! được phát hành vào tháng 12 năm 2005. Cả hai trò chơi đều là một thành công quan trọng về mặt thương mại, lần lượt bán được 19,01 và 14,96 triệu bản trên toàn thế giới, khiến chúng trở thành một trong những video game trên Nintendo DS bán chạy nhất. Sau đó, ông đã tham gia phát triển thêm hai trò chơi cho DSiWare của Nintendo DSi, cả hai đều lấy một số câu đố từ các tựa game Brain Age trước đó và thêm vào các câu đố mới. Thay vì dùng tiền cho bản thân, ông ta đã sử dụng tiền bản quyền từ trò chơi (ước tính 2,4 tỷ yên) để xây dựng thêm hai phòng thí nghiệm.
Năm 2007, phiên bản tiếng Anh của Train Your Brain: 60 Days to a Better Brain đã được xuất bản bởi Penguin Books  Và phần tiếp theo, Train Your Brain More: 60 Days to an Even Better Brain, xuất bản năm 2008.
Tháng 6 năm 2009, Namco Bandai đã phát hành một video game khác có Kawashima góp mặt mang tên Brain Exercise with Dr. Kawashima cho hệ điều hành iPhone OS. Cũng trong tháng 6 năm 2009, nhà phát triển người Đức Chimera Entertainment và BBG Entertainment đã phát hành Train your Brain with Dr. Kawashima cho PC và Mac.
Tháng 2 năm 2011, Dr. Kawashima đã phát hành trò chơi điện tử Body and Brain Connection cho thiết bị ngoại vi Kinect của Microsoft trên Xbox 360.
Năm 2012, một trò chơi thứ ba trong loạt Brain Age, Brain Age: Concentration Training đã được phát hành cho Nintendo 3DS.
Năm 2014, Super Smash Bros. for Nintendo 3DS and Wii U đã được phát hành và bao gồm một "Assist Trophy" có thể triệu hồi Dr. Kawashima trong loạt Brain Age. Ông cũng xuất hiện trong Super Smash Bros. Cuối cùng.
Ngày 21 tháng 12 năm 2016, một Event Course của Super Mario Maker có tên Dr. Kawashima's Athletic Training đã được phát hành, cùng với trang phục Mystery Mushroom của Dr. Kawashima, được mở khóa bằng cách hoàn thành Event Course.
Dr Kawashima's Brain Training for Nintendo Switch đã được phát hành trên Nintendo Switch ngày 27 tháng 12 năm 2019 tại Nhật Bản và ngày 3 tháng 1 năm 2020 tại Châu Âu.